# Demonax ambiguus
Demonax ambiguus là một loài bọ cánh cứng trong họ Cerambycidae.